# Цикада горная
Цикада горная (лат. Cicadetta montana) — вид равнокрылых насекомых из семейства певчих цикад. Один из двух представителей певчих цикад в средней полосе России.

## Описание
Длина тела 16—20 мм, с крыльями 20—25 мм. Тело коренастое, чёрного цвета, со слабо развитым пятнистым рисунком охристо-оранжеватого цвета. Голова заметно уже переднеспинки, передний край теменной поверхности головы выступает. Крылья стеклянистые, прозрачные, с темными жилками без какого-либо рисунка. Базальная ячейка передних крыльев четырёхугольной формы, а медиальная и кубитоанальная жилки отходят от неё общим стволом либо от одной точки. Бедра передних ног с тремя крупными зубцами. На нижней стороне первого брюшного сегмента у самцов имеется звуковой аппарат в виде двух пластинок чёрного цвета с белой каймой.

## Ареал
Встречается в Европе, на Кавказе и Закавказье, Малой и Передней Азии, на юге Сибири, Памиро-Алай и в Приморье и на Сахалине. В состав ареала входит почти вся территория Западной Европы на север до юга Великобритании, Норвегии, Швеции, Финляндии, включая Молдову и Украину. Северная граница ареала в европейской части России проходит через Ленинградскую (на южных солнечных склонах Дудергофских высот, в вересковых борах в среднем течении реки Оять — Алёховщина, Лодейнопольский район), Псковскую, Новгородскую, Костромскую, Кировскую области. От Урала до Байкала встречается отдельными популяциями, восточнее после большого по протяженности территориального разрыва вид вновь встречается на юге Дальнего Востока. В ареал также входят: Палестина, Турция, Казахстан, Корея, Китай.

## Местообитание и биология
Встречается преимущественно в дубравах, на опушках лесов, в лесопосадках, лугах с зарослями кустарников, на прогреваемых склонах и верхних террасах с отдельными деревьями и кустарниками, в лесостепи, проникая на север до южной тайги. Является единственным представителем певчих цикад в области, предпочитающим хорошо прогреваемые возвышенные луговые и степные участки с отдельно стоящими деревьями. Взрослые цикады предпочитают кроны отдельно стоящих деревьев, часто на одном дереве могут собираться многие особи. По наблюдениям А. Альбрехта, данные цикады могут также петь сидя на земле или травянистой растительности, а не на деревьях. Имаго встречаются в мае-июне. Питаются соками различных кустарниковых и

## Жизненный цикл
Яйца откладываются самкой в стебли трав, побеги и черешки листьев. Личинки развиваются в почве на глубине 10—40 см на протяжении 2—6 лет, питаясь соком корней. В развитии личинки проходят 5 возрастов. Перед окончанием своего развития личинки поднимаются к поверхности почвы, где остаются до момента, предшествующего превращению в имаго. Из-за длительного периода развития численность вида в разные годы может значительно различаться: одни колена могут быть более многочисленными, чем другие.

## Фото

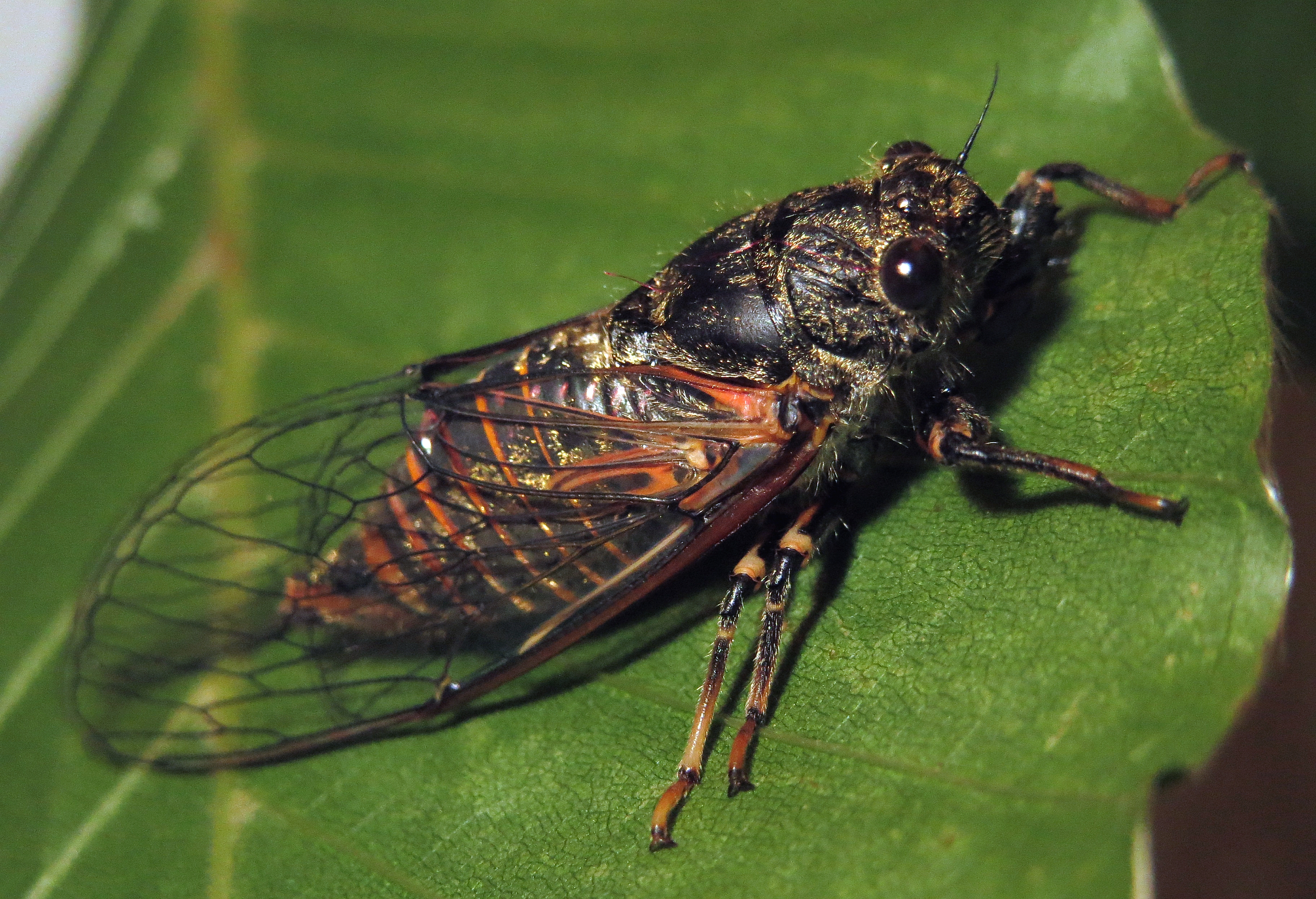
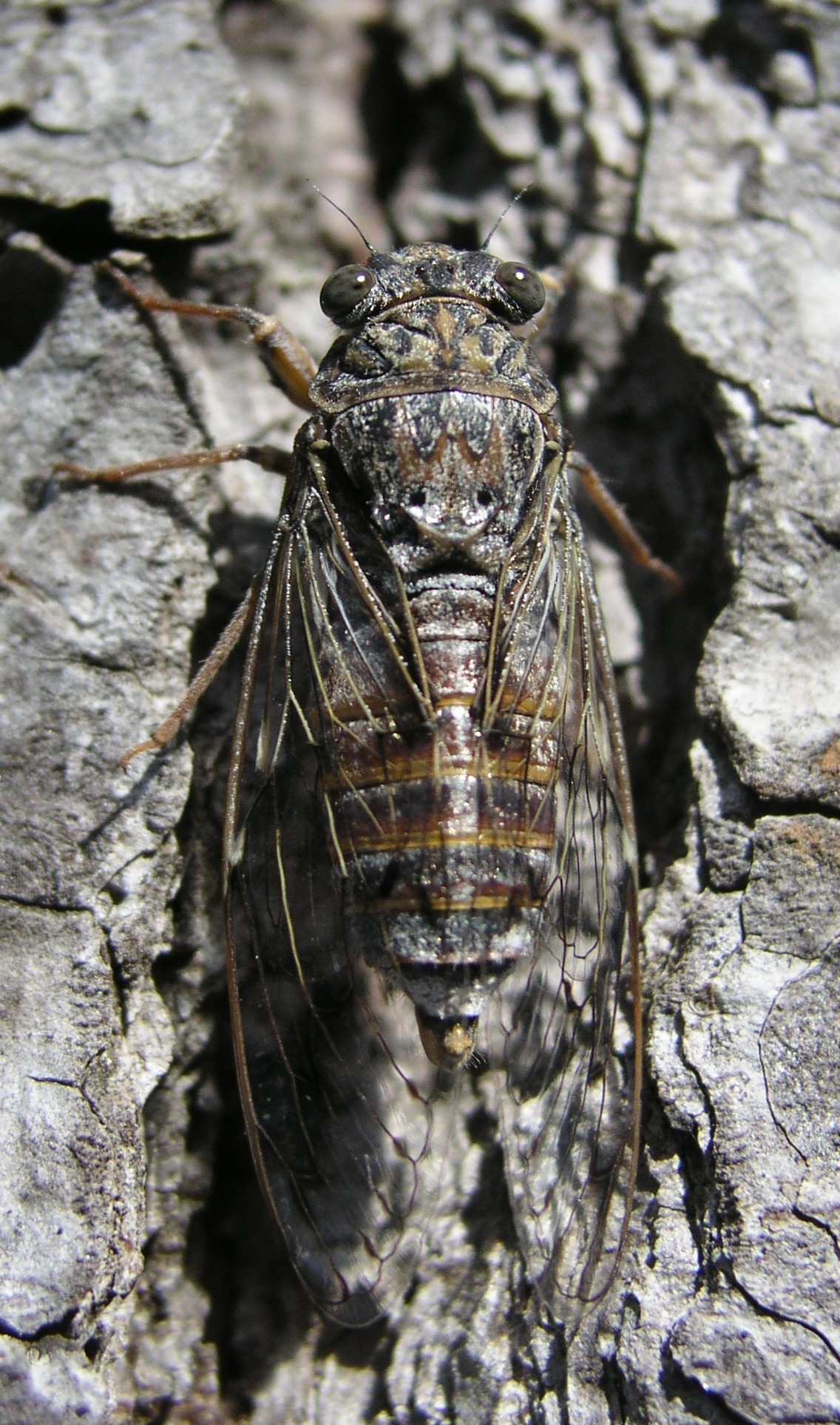
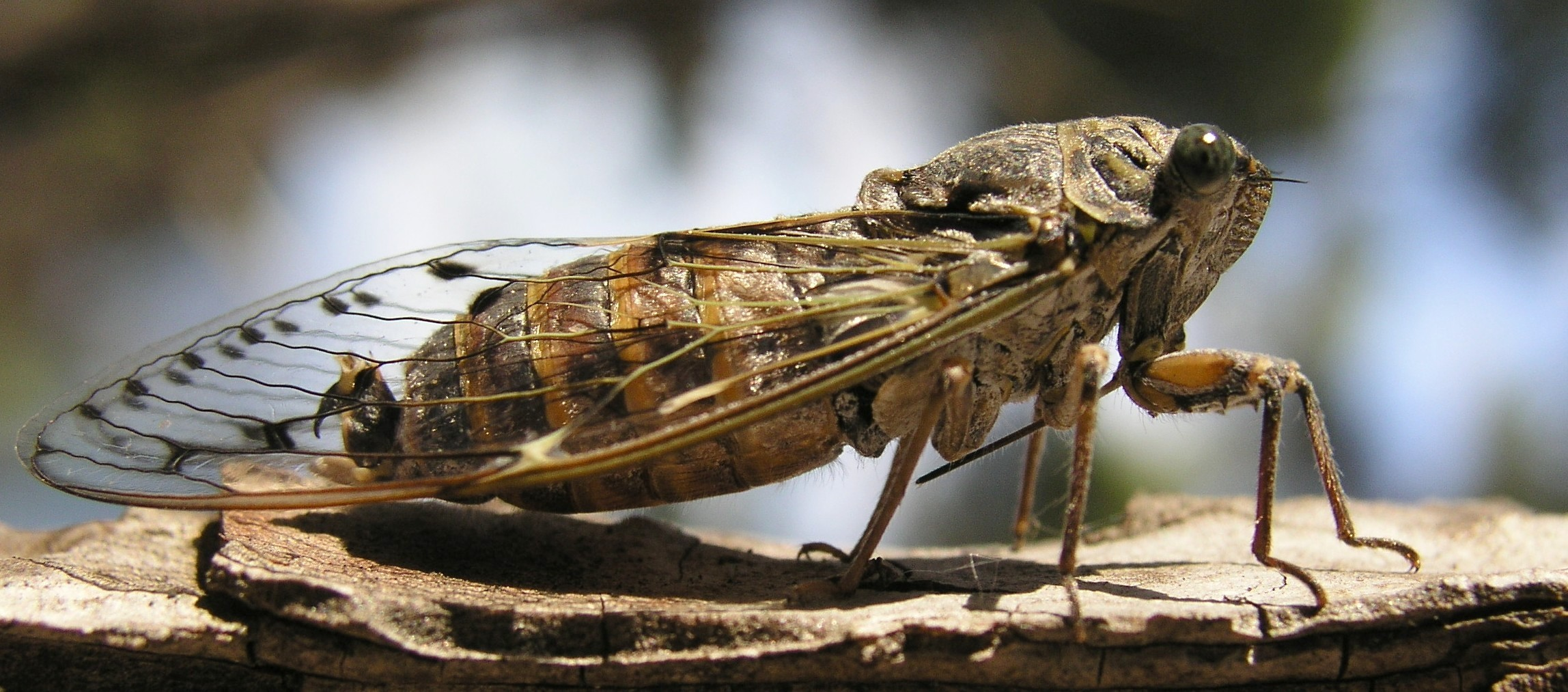
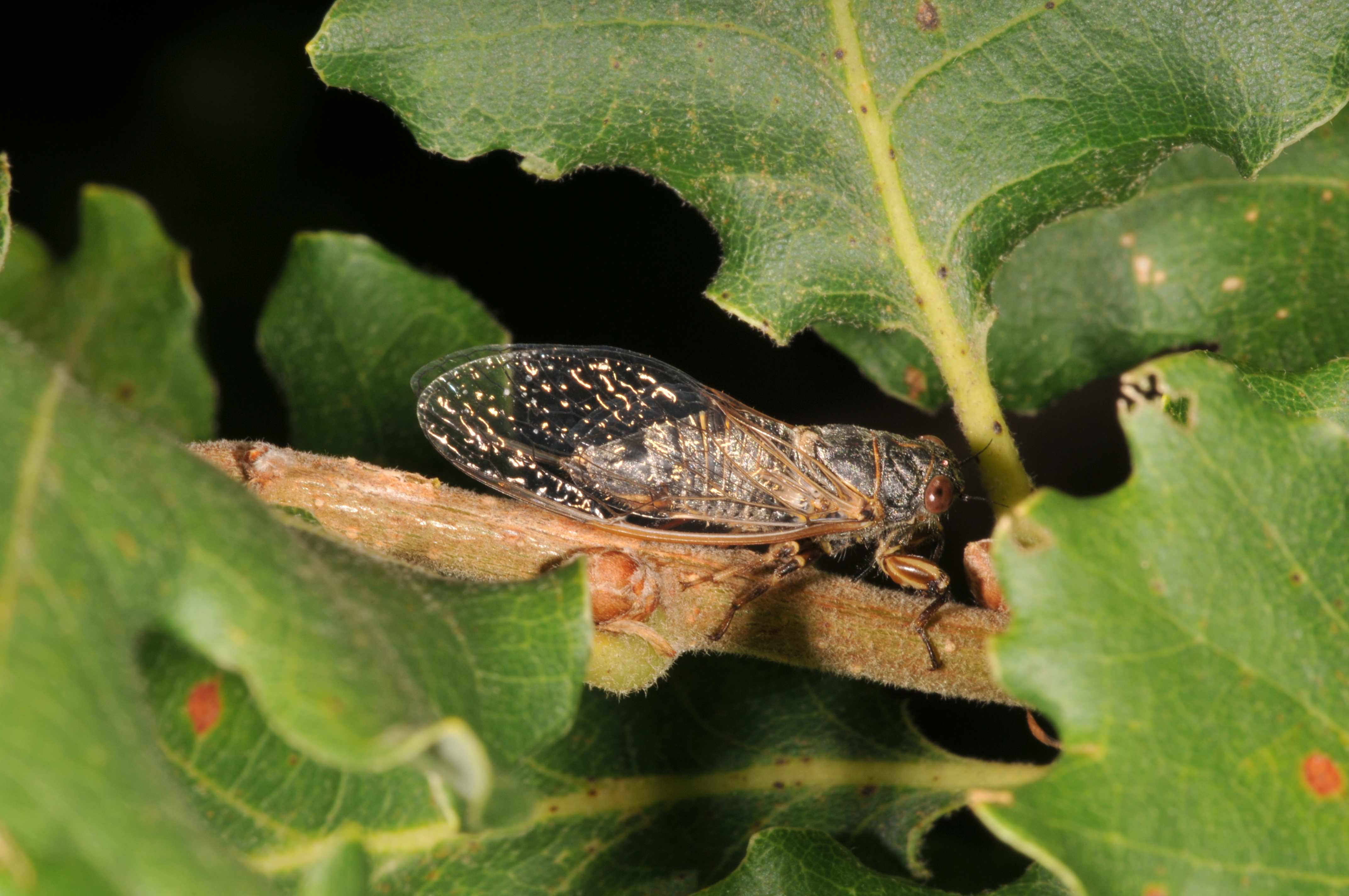
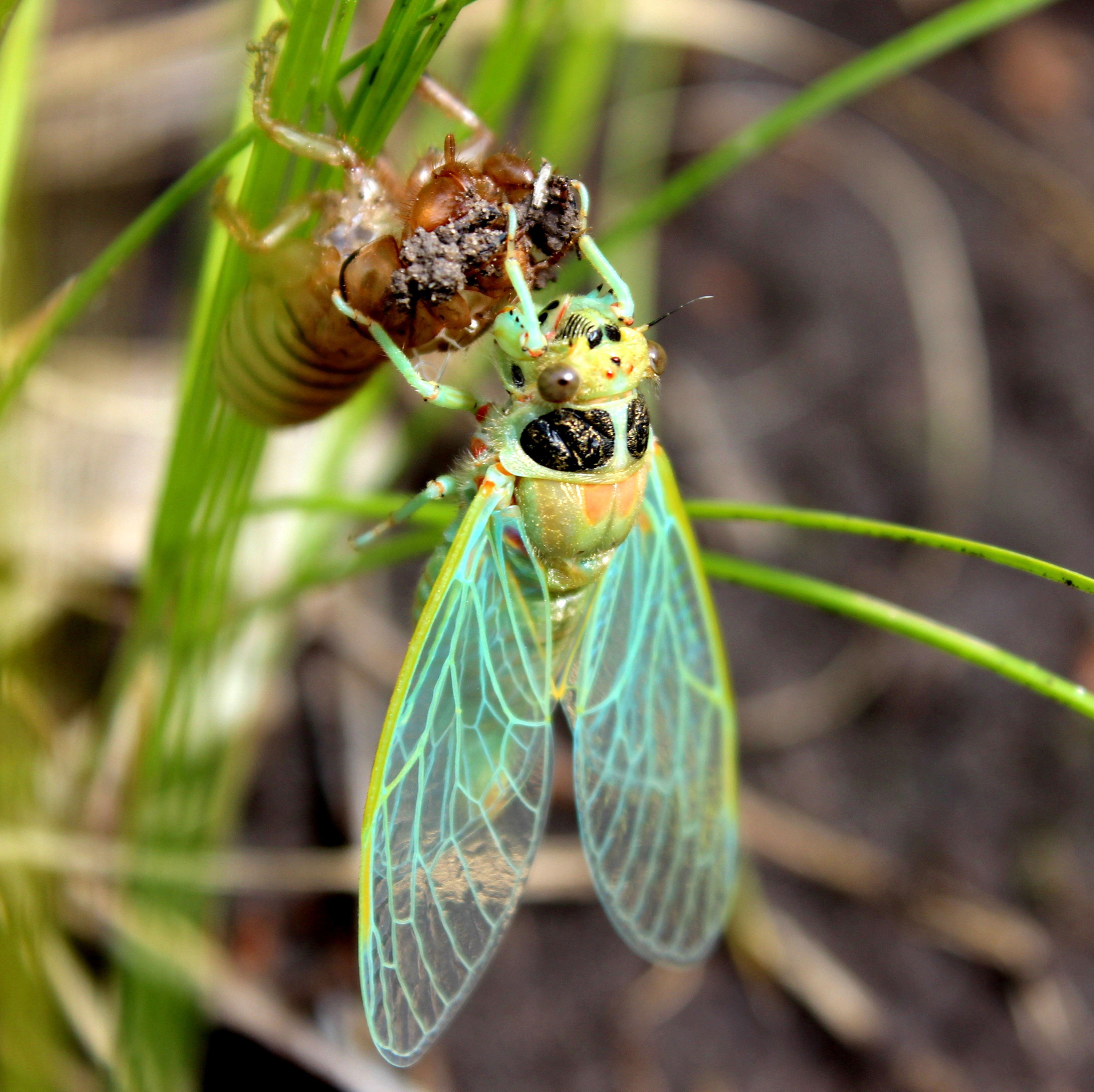
После метаморфоза